# La Mission de l'ambassadeur
La Mission de l'ambassadeur (titre original : The Ambassador's Mission) est un roman de fantasy écrit par Trudi Canavan et publié en mai 2010. Il est le premier tome de la trilogie Les Chroniques du magicien noir  qui fait suite à La Trilogie du magicien noir.

## Résumé
L'histoire prend place 20 ans après les événements de La Trilogie du magicien noir. Sonea a eu un fils avec Akkarin, prénommé Lorkin. La Guilde a subi des réformes, ainsi tous les enfants avec un potentiel magique sont acceptés, indépendamment de leur classe sociale. Le rang de Magicien noir a été créé : Sonea n'est plus la seule à pouvoir utiliser cette magie, ils sont dorénavant deux : Kallen et Sonea. Chacun a pour rôle, en plus de servir en tant que défenseur de la guilde, de surveiller l'autre et l'empêcher d'utiliser la magie noire sans l'accord du reste de la guilde. Sonea s'occupe des dispensaires dans la cité. Son fils Lorkin est diplômé mais ne sait pas quoi faire de sa vie. C'est en discutant avec Dannyl qu'il se découvre un intérêt pour l'histoire. Ainsi lorsque Dannyl se voit proposer un poste d'ambassadeur au Sachaka, Lorkin se propose pour être son assistant et partir avec lui, malgré les réticences de sa mère.
Cery est devenu un voleur réputé, et doit faire face à un mystérieux personnage qui élimine les voleurs les uns après les autres.

## Personnages
- Sonea : Elle est l'un des magiciens noir de la Guilde, et la mère de Lorkin. Elle fut la première fille des taudis à être accepté dans la Guilde grâce aux extraordinaires pouvoirs qu'elle a développé naturellement.
- Lorkin : Il est le fils de 2 magiciens noirs : Sonea et Akkarin, son père mourut lors de l'invasion de la Kyralie, avant sa naissance. Il a terminé ses études et décide de devenir l'assistant de l'ambassadeur Dannyl, il part donc vivre au Sachaka contre l'avis de sa mère. Par la suite il subira une tentative d'assassinat des traîtresses et sera contraint de fuir pour leur échapper.
- Dannyl : L'ambassadeur Dannyl décide de se porter volontaire pour devenir ambassadeur afin de pouvoir poursuivre ses recherches sur l'histoire.
- Cery : Cery est devenu un voleur réputé, il traque un criminel qui assassine les voleurs depuis quelque temps et qui a tué sa famille. Il demande l'aide de Sonea lorsqu'il apprend que ce voleur utilise la magie.

## La Trilogie du magicien noir
1. La Guilde des magiciens, Bragelonne, 2007 (The Magicians' Guild, 2001)
2. La Novice, Bragelonne, 2007 (The Novice, 2002)
3. Le Haut-Seigneur, Bragelonne, 2008 (The High Lord, 2003)

## Les Chroniques du magicien noir
1. La Mission de l'ambassadeur, Bragelonne, 2011 (The Ambassador's Mission, 2010)
2. La Renégate, Bragelonne, 2011 (The Rogue, 2011)
3. La Reine traîtresse, Bragelonne, 2012 (The Traitor Queen, 2012)